# Don Wallace

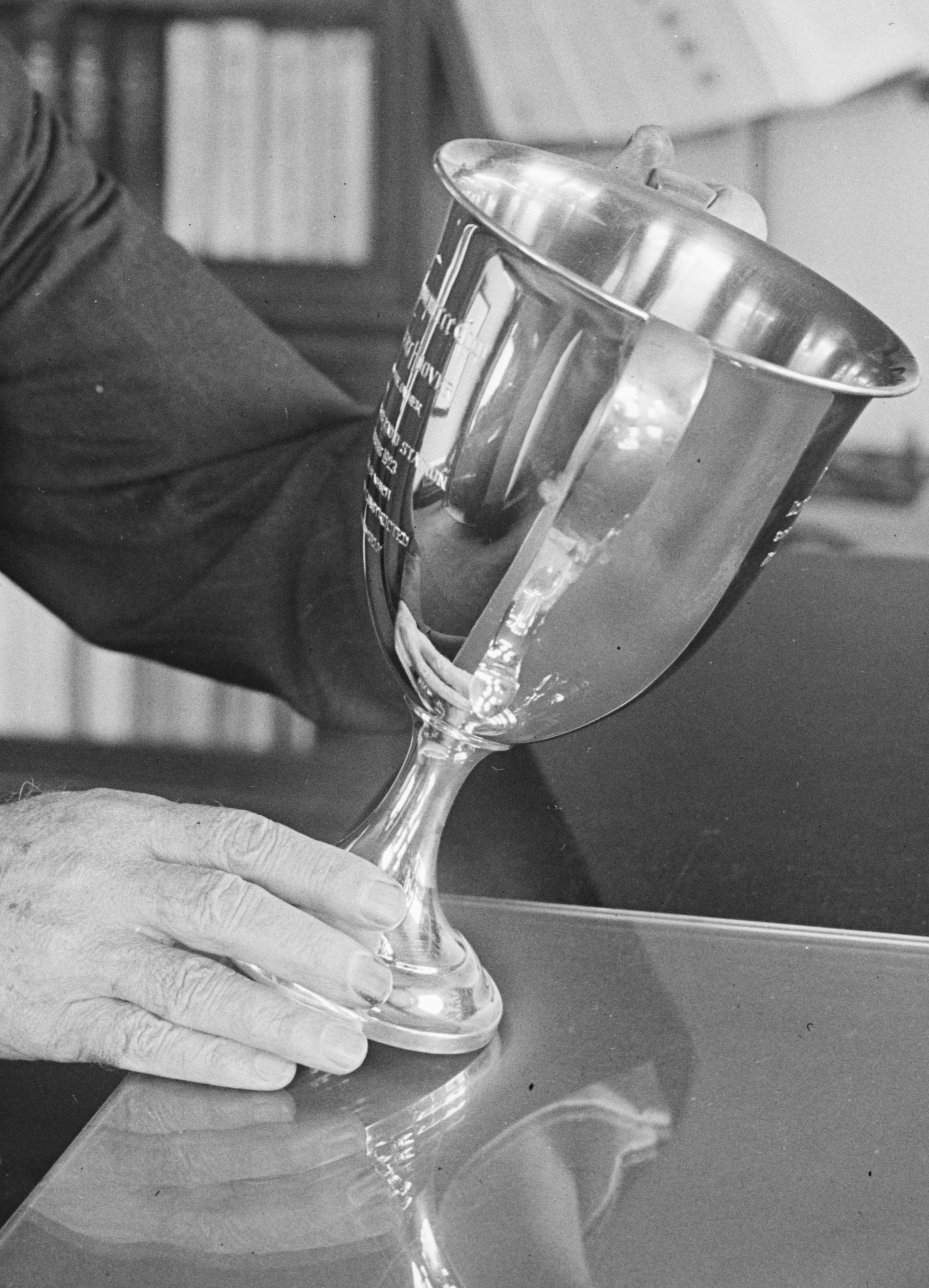
Hoover Cup 1923

Donald Clare Wallace (* 10. Juli 1898 in Belview, Minnesota; † 25. Mai 1985 in Long Beach, Kalifornien) war ein US-amerikanischer Radio- und Amateurfunk-Pionier.
Im Ersten Weltkrieg unterbrach er sein Studium an der Hamline University und leistete Dienst als Funk-Unteroffizier in der United States Navy. Da er zu jung war, wurde er trotz Nominierung nicht zur Offiziersausbildung an der United States Naval Academy zugelassen. Er war der leitende Funker auf der George Washington, als sie Präsident Woodrow Wilson zur Versailler Friedenskonferenz brachte. Nach dem Krieg schloss er sein Studium der Betriebswirtschaftslehre ab. Im Jahr 1923 erhielt er vom Wirtschaftsminister und späteren Präsidenten Herbert Hoover eine Auszeichnung als Betreiber der besten Amateurfunkstation in den USA.
Als Funkamateur (Amateurfunkrufzeichen W6AM) unterhielt Don Wallace ab 1945 eine leistungsfähige Station mit zahlreichen geräumigen Rhombusantennen in seinem Haus auf Palos Verdes.
Don Wallace war verheiratet mit Bertha Pauline, geborene Lindquist. Das Paar hatte drei Kinder.